# Baron Delamere
Baronowie Delamere 1. kreacji (parostwo Zjednoczonego Królestwa)
- 1821–1855: Thomas Cholmondeley, 1. baron Delamere
- 1855–1887: Hugh Cholmondeley, 2. baron Delamere
- 1887–1931: Hugh Cholmondeley, 3. baron Delamere
- 1931–1979: Thomas Pitt Hamilton Cholmondeley, 4. baron Delamere
- 1979 -: Hugh George Cholmondeley, 5. baron Delamere

Następca 5. barona Delamere: Hugh Cholmondeley